# Pirrekolibri
Pirrekolibri (Goldmania bella) är en fågel i familjen kolibrier.

## Utbredning och systematik
Fågeln förekommer enbart i östra Panamas höglänta delar (Darién) samt i nordvästra Colombia. Den behandlas som monotypisk, det vill säga att den inte delas in i några underarter.

### Släktestillhörighet
Arten placeras traditionellt som ensam art i släktet Goethalsia, men genetiska studier visar att den är nära släkt med violhättad kolibri (Goldmania violiceps) och förs därför numera till samma släkte, där Goldmania har prioritet.

## Namn
Pirre är namnet på ett berg i Serranía del Darién i Panama, nära gränsen till Colombia. Släktesnamnet Goldmania hedrar Edward Alphonso Goldman (1873-1946), zoolog och major i US Army.

## Status
Pirrekolibrin har ett begränsat utbredningsområde, men tros inte minska i antal. IUCN kategoriserar arten som nära hotad.